# Jimmy Amadie
James V. “Jimmy” Amadie Jr. (* 5. Januar 1937; † 10. Dezember 2013 in Bala Cynwyd, Pennsylvania) war ein US-amerikanischer Jazzpianist und Musikpädagoge, der in der Musikszene von Philadelphia aktiv war.
Amadie tourte Ende der 1950er-Jahre mit Woody Herman and His Orchestra, begleitete Mel Tormé und spielte u. a. mit Coleman Hawkins und Red Rodney. Wegen einer Tendinitis-Erkrankung unterbrach er seine Karriere als Musiker um fortan zu unterrichten. Er leitete Meisterklassen am Berklee College of Music und an der Villanova University in Philadelphia; zu seinen Studenten gehörten John Di Martino und Kurt Rosenwinkel. 1994 fing Amadie erneut an aufzunehmen; er realisierte ein Soloalbum, Always With Me, an dem er zwei Jahre arbeitete. Es folgten neun weitere Produktionen, mit Gastmusikern wie Joe Lovano, Benny Golson, Phil Woods, Lew Tabackin, Randy Brecker und Lee Konitz. In der Rhythmusgruppe spielten Bill Goodwin und Steve Gilmore bzw. Tony Marino. 2011 trat Amadie nach 44-jähriger Unterbrechung wieder öffentlich in der Grand Hall des Philadelphia Museum of Art auf. Er starb im Dezember 2013 im Alter von 76 Jahren an den Folgen einer Lungenkrebs-Erkrankung.
Der Dokumentarfilm Get Me a Fight aus dem Jahr 2012 beschäftigt sich mit Amadies Leben.